# 三工地镇
三工地镇，是中华人民共和国河北省张家口尚义县下辖的一个乡镇级行政单位。

## 行政区划
三工地镇下辖以下地区：
哈拉沟村、沙河庙村、张活洼村、刘面焕村、三工地村、李三虎村、王二来村、有德元村、田家村和王油坊村。